# Großherzog von Oldenburg (Schiff, 1849)
Die Großherzog von Oldenburg war eine Radkorvette der Reichsflotte von 1849 bis 1852.

## Herkunft
Gemeinsam mit der Großherzog von Oldenburg wurden die beiden, vom Typ her ähnlichen Schiffe Frankfurt und Der Königliche Ernst August angekauft. Letztere war etwas größer als die Großherzog von Oldenburg.

### Antrieb
Die beiden Schaufelräder wurden durch zwei liegend eingebaute einzylindrige Expansionsmaschinen von Miller & Ravenshill, London, bewegt. Der dafür nötige Dampf wurde in vier Kofferkesseln erzeugt, von denen sich je zwei vor und hinter den Maschinen im 20,57 m langen und nicht abgetrennten Maschinenraum befanden. Die gemeinsame Leistung beider Maschinen wurde mit 230 nominalen Pferdestärken angegeben; das entsprach 920 PSi.

### Bewaffnung
Die beiden 68-Pfünder-Bombenkanonen, mit denen das Schiff ausgerüstet werden sollte, wurden vom britischen Arsenal Woolwich gefertigt. Die Überführungsfahrt erfolgte ohne Bewaffnung und die Bombenkanonen wurden vom Arsenal der Seezeugmeisterei in Geestemünde eingebaut.

## Dienst in der Reichsflotte
Wie die Frankfurt (Tarnname Cacique) und die Der Königliche Ernst August (Tarnname Cora) war die Großherzog von Oldenburg bei der Firma Patterson in Bristol gebaut worden. Sie trug den Namen Inca nur als Tarnnamen für die Überfahrt nach Deutschland. Taufpate bei der Taufe in Geestemünde war der Großherzog von Oldenburg, Paul Friedrich August (1783–1853, Regierungszeit 1829–1853), der großes Interesse an dem Auf- und Ausbau der Reichsflotte besaß und in Brake ein großes Trockendock für die Reichsflotte plante, was dann aber wegen der Abwicklung der Reichsflotte, die ausgerechnet in Brake stattfinden sollte, nicht mehr geschah.
In der kurzen Phase der deutschen Reichsflotte nahm die Korvette nur am Routinedienst teil. Aufgrund der hastigen Bauweise wurde der hölzerne Rumpf schnell von Fäule angegriffen. Die Ausstattung war durchaus luxuriös, zumindest was die Offizierskabinen betraf, die mit feinpoliertem Mahagoni- und Jacarandaholz ausgekleidet waren. Das Mannschaftslogis bestand dagegen aus einem einfachen Saal, in dem die Mannschaften in Hängematten schliefen. Unklar ist, ob die Korvette jemals ihre volle Besatzungsstärke erreichte. Sie scheint im Herbst 1850 mit anderen Schiffen der Flotte eine Reise in die Nordsee unternommen zu haben, als zwei Inspektoren aus Frankfurt a. M. die Flotte inspizierten. Sonst scheint sie lediglich mit einem Wachkommando besetzt in Brake und Bremerhaven vor Anker gelegen zu haben.

## Spätere Verwendung

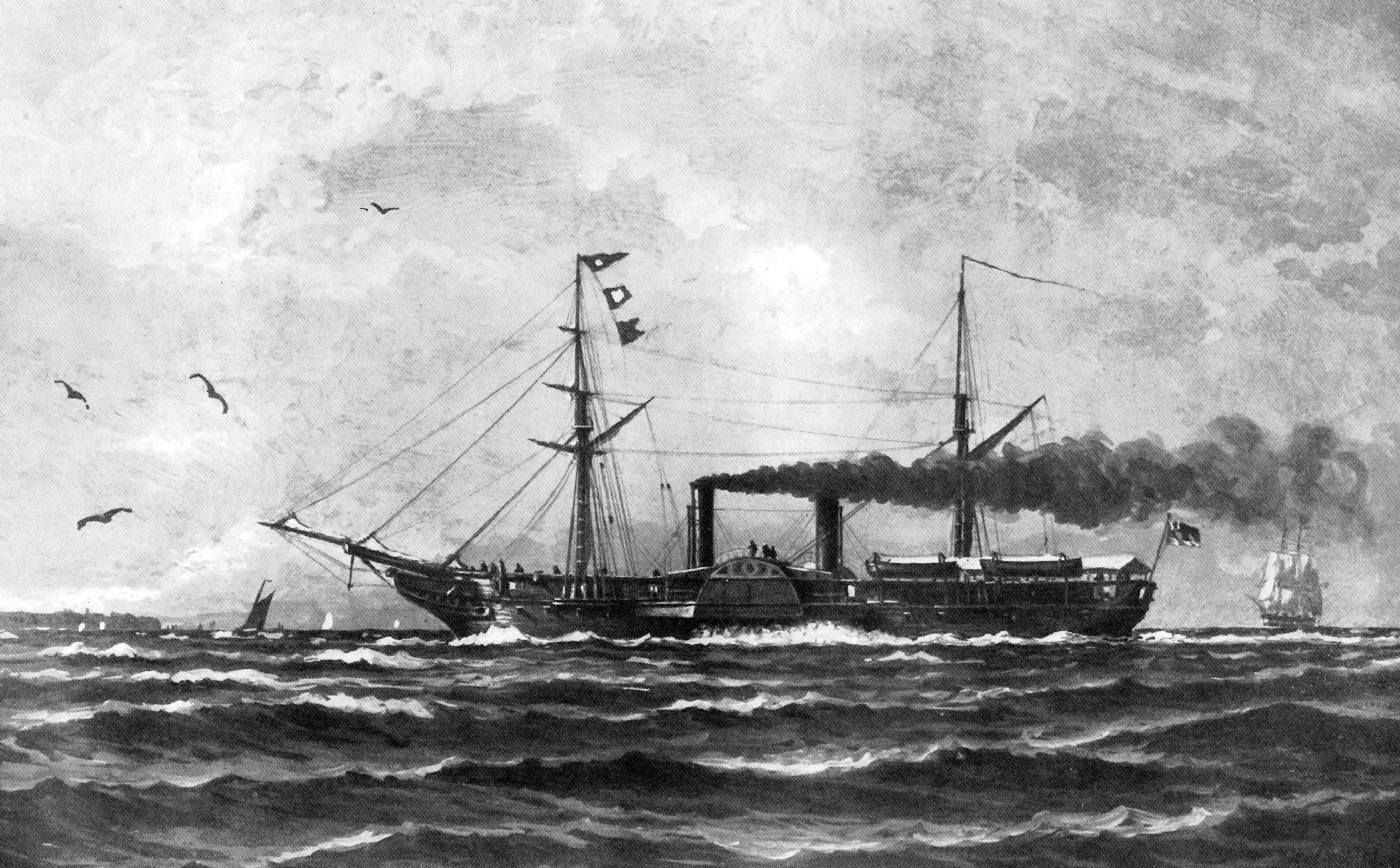
Radkorvette GROSSHERZOG VON OLDENBURG der Reichsflotte um 1850

Im Rahmen der Auflösung der Reichsflotte wurde die Großherzog von Oldenburg am 12. Dezember 1852 in Brake durch den oldenburgischen Staatsrat Laurenz Hannibal Fischer (1784–1867) versteigert und an die General Steam Navigation Company, Ltd., London, verkauft, nachdem Fischers ursprünglicher Plan, die Einheiten wenigstens an die beiden Großmächte Österreich und Preußen zu verkaufen, gescheitert war. Zu Unrecht wurde Fischer später als „Flottenverkäufer“ charakterisiert. Im März 1853 wurde die ehemalige Korvette als Belgium registriert und war danach in der europäischen Fahrt tätig. Im Juli 1875 wurde sie in London aufgelegt, 1877 zur Hulk abgetakelt und im Februar 1879 als schwimmende Werkstatt eingerichtet. Ihr weiteres Schicksal ist unbekannt.